# Гамильтон-Темпл-Блэквуд, Фредерик, 1-й маркиз Дафферин и Ава
Фре́дерик Темпл Га́мильтон-Темпл-Блэ́квуд (англ. Frederick Temple Hamilton-Temple-Blackwood; 21 июня 1826, Флоренция — 12 февраля 1902), 1-й граф Дафферин, позднее 1-й маркиз Дафферин и Ава — британский государственный деятель, генерал-губернатор Канады (1872—1878), вице-король Индии (1884—1888).

## Молодость
По отцовской линии лорд Дафферин был потомком шотландских колонистов, иммигрировавших в графство Даун в начале XVII века. За два последующих столетия Блэквуды стали крупными землевладельцами, в 1763 им был пожалован титул ирландских баронетов, а в 1800-м они были причислены к ирландским пэрам с титулом баронов Дафферинов и Кландебой. Блэквуды имели влияние на парламент, потому что с их помощью был возвращён округ Киллили (графство Даун). Браки в семье Блэквудов часто были выгодны в смысле собственности на землю и их социального подъёма, но отец лорда Дафферина капитан Прайс Блэквуд (будущий 4-й барон Дафферин и Кландебой) женился не на дочери землевладельца. Его жена Хелен Селина Шеридан была внучкой драматурга Ричарда Бринсли Шеридана, и через неё Блэквуды получили связи в литературных и политических кругах.
Таким образом, лорд Дафферин родился в успешной семье во Флоренции в Италии в 1826 под именем Фредерик Темпл Блэквуд. Он учился в Итоне и колледже Крайст-Чёрч в Оксфордском университете, где стал председателем Oxford Union Society for debate, пока не покинул колледж, проучившись там лишь два года и не получив диплома. В 1841 году от своего отца по наследству он получил титул 5-го барона Дафферина-Кландебоя ирландского пэрства, а в 1849 году был назначен камергером королевы Виктории. В 1850 году он был возведён в бароны Кландебой из Кландебоя в графстве Даун в пэрстве Соединённого королевства.
В 1856 году лорд Дафферин снарядил шхуну Фоум и отправился в путешествие по северу Атлантического океана. Сначала он посетил Исландию, где побывал в крошечном в то время Рейкьявике, на равнине Тингвеллир и в Гейзире. На обратном пути в Рейкьявик, Фоум сопровождал на север принц Наполеон, находившийся в экспедиции в этот район на шхуне Ла-Рен-Ортанс. Дафферин достиг острова Ян-Майен, но не смог причалить из-за льда и сделал лишь краткий обзор острова из-за тумана. От Ян-Майена Фоум направилась к северу Норвегии, сделала остановку в Хаммерфесте и направилась к Шпицбергену.
По возвращении лорд Дафферин издал книгу о своих путешествиях Letters From High Latitudes. Благодаря её дерзкому стилю и оживлённому ритму она пользовалась громадным успехом и, возможно, является прототипом юмористических рассказов о путешествиях. Она печаталась многие годы и была переведена на французский и немецкий языки. Изначально письма, из которых она состоит, предназначались его матери, с которой у него завязались близкие отношения после смерти его отца, когда ему было 15 лет.

## Дипломат
Несмотря на большой успех Letters From High Latitudes, Дафферин не продолжил своей писательской карьеры, хотя его талант был известен на протяжении всей жизни. Вместо этого он стал должностным лицом, в 1860 начав исполнять обязанности британского представителя в Сирии, в комиссии по расследованию гражданской войны, в которой христианское маронитское население пострадало от избиений со стороны мусульманского и друзского населения. Работая в комиссии с французским, российским, прусским и турецким представителями, лорд Дафферин показал себя эффективным исполнителем задач британской политики в этом регионе. Он отстаивал роль Турции в регионе и настроил французов на создание в Ливане государства-сателлита, что позднее обеспечило отправление в Сирию французских оккупационных сил. Затем он защищал интересы друзской общины, с которой Великобритания состояла в давнем союзе. Другие члены комиссии склонялись к подавлению друзского населения, но Дафферин доказывал, что победа в войне христиан приведёт лишь к резне. Комиссией был принят долгосрочный план для управления регионом, который в значительной степени был предложен Дафферином: Ливан должен был управляться отдельно от остальной Сирии оттоманским христианином несирийского происхождения.
Успехи Дафферина в Сирии стали началом его долгой и блестящей карьеры в государственном аппарате. В 1864 он стал заместителем министра в Индии, в 1866 — заместителем военного министра, а с 1868 занимал должность канцлера от герцогства Ланкастер в правительстве премьер-министра Гладстона. В 1871 он получил титул графа Дафферина в графстве Даун и виконта Кландебоя от Кландебоя в графстве Даун.
По королевскому разрешению от 9 сентября 1862, незадолго до женитьбы на Хариет Георгине Роуэн-Гамильтон 23 октября 1862, лорд Дафферин взял фамилию Гамильтон. Он был связан с родом Гамильтонов посредством предыдущих браков, и это супружество частично должно было устранить давнюю вражду между родами. 13 ноября 1872 Дафферин взял ещё и фамилию Темпл. У них было семеро детей; двое последних: мальчик и девочка — родились в Канаде.
Вскоре после женитьбы он был глубоко задет, когда его мать вышла замуж за его друга Джорджа Хея, графа Гиффорда, который на 17 лет был младше её. Брак привёл общество в негодование, но всего через несколько недель лорд Гиффорд скончался. Несмотря на своё неодобрение второго брака матери, лорд Дафферин был очень опечален её смертью в 1867 и соорудил в память о ней Хеленс-Тауэр в поместье Кландебой. Соседняя бухта также была названа бухтой Хеленс, как и построенная им в этом месте станция, вокруг которой вырос город Хеленс-Бей в пригороде современного Белфаста.

## Генерал-губернатор Канады
После смерти матери Дафферина его карьера продвигалась быстро. В 1872 он стал генерал-губернатором Канады, и его шестилетний срок был периодом стремительных изменений в канадской истории. За это время в конфедерацию был принят Остров Принца Эдуарда и было основано несколько известных канадских учреждений: Верховный суд Канады, Королевский военный колледж Канады и Межколониальная железная дорога.
По мнению Дафферина, двое его предшественников на этом посту не придали этой должности значения, которого она заслуживала. Он решил взять на себя более активную роль и понять обыкновенных канадцев насколько возможно. Он чувствовал себя непринуждённо, разговаривая с самыми разными людьми как по-английски, так и по-французски, и стал известен обаянием и гостеприимством. Во времена, когда слабый и непривлекательный генерал-губернатор мог бы потерять связь с Империей, Дафферин почувствовал, что его активное участие в жизни населения Канады укрепит конституционные связи с Великобританией. Он посетил каждую канадскую провинцию и стал первым генерал-губернатором, посетившим Манитобу.
Дафферин вкладывал столько своих сил, сколько позволено в канадской политике — вплоть до предупреждения министров о мерах, которые он считал неправильными. Он с интересом следил за работой парламента вопреки тому, что представителю Королевы запрещено входить в Палату общин. Он открыл кабинет генерал-губернатора в крыле здания парламента, и леди Дафферин слушала некоторые обсуждения, которые ему пересказывала. В 1873 разразился тихоокеанский скандал, когда консервативное правительство Джона А. Макдональда было обвинено либеральной оппозицией в финансовой беспорядочности в отношении сооружения Канадской Тихоокеанской железной дороги. Дафферин отсрочил заседания парламента и организовал расследование, которое привело правительство в замешательство, и Макдональд потерял власть.
В 1873 Дафферин создал школьные медали генерал-губернатора для признания школьных достижений канадских учащихся. В настоящее время эти медали являются наиболее авторитетными из всех наград, которые могут получить учащиеся школ; всего их было выдано более 50 000 штук. Он также учредил различные спортивные награды, в том числе соревнование генерал-губернатора по стрельбе и приз генерал-губернатора по кёрлингу.
Дафферин сделал несколько пристроек и улучшений в Ридо-холле — резиденции генерал-губернатора. В 1873 он пристроил Танцевальный зал, а в 1876 построил Зал под навесом, который мог вместить растущее число приёмов, проходящих в Ридо-холле. Он также привлёк обыкновенных канадцев на территорию Ридо-холла, построив там каток, для которого он выделил 1624 доллара из собственного кармана, причём эту сумму ему позже возместило правительство. Пользоваться катком можно было при условии, что человек был «хорошо одет». Эти инициативы повысили значение Ридо-холла как важной достопримечательности.
Дафферины также использовали Квебекскую крепость в качестве второй вице-королевской резиденции. Когда муниципальные служащие города Квебека начали разрушать стены старого города, Дафферин был поражён этим и убедил их прекратить разрушение, отремонтировать и отреставрировать то, чему был нанесён ущерб. Старый Квебек в 1980-х был признан ЮНЕСКО местом Всемирного наследия. Последнее публичное появление Дафферина как генерал-губернатора было в Квебеке, когда он закладывал первый камень террасы Дафферина — бульвара, нависающего над рекой Святого Лаврентия и построенного по его собственной задумке.

## Россия и Турция
После отъезда из Оттавы в 1878 в конце своего срока лорд Дафферин вернулся в Великобританию, где продолжил свою дипломатическую карьеру. С 1879 по 1881 он служил послом в имперской России, а с 1881 по 1884 — в Османской империи. Хотя прежде Дафферин работал в правительствах Либеральной партии, он постепенно отдалился от идей Уильяма Гладстона, в частности о правах собственности на ирландские земли. Он согласился стать послом в России при консерваторе Бенджамине Дизраэли, но отказал либеральному лидеру.
Пребывание Дафферина в России было спокойным с точки зрения политической и дипломатической жизни, и его документы того времени касаются, главным образом, его общественной жизни. Находясь в России, он начал подумывать о высшей дипломатической награде — должности вице-короля Индии. Между тем, в 1880 лорда Литтона на этом посту сменил лорд Рипон. Лорд Рипон не мог принять его в своём кабинете, главным образом, из-за того что Рипон обратился в католицизм. Вместо этого следующий дипломатический пост Дафферина был в Константинополе.
Во время его пребывания там Великобритания вторглась в Египет и оккупировала его под предлогом «восстановления закона и порядка» после александрийских возмущений против чужеземцев, где погибло 50 иностранцев, а Египет формально являлся частью Османской империи. Дафферин почувствовал, что имеет отношение к событиям, связанным с оккупацией. Дафферин убедился, что Османская империя не будет оккупировать Египет, и успокоил египетское население, не допустив казни Ураби-паши, взявшего до этого под контроль египетскую армию. Ураби руководил противодействием иностранному влиянию в Египте, а после оккупации некоторые члены кабинета намеревались повесить его. Дафферин, считая, что это приведёт лишь к новому сопротивлению, добился, чтобы Ураби сослали на Цейлон.
В 1882 Дафферин поехал в Египет как британский комиссар для составления плана переустройства страны. Он составил детальный отчёт о том, как оккупация пошла на пользу Египту, с планами его развития, направленными на то, чтобы постепенно подключить египтян к управлению страной. В последующих реформах его предложения были в значительной мере учтены.

## Вице-король Индии
Опыт Дафферина в России и Турции заставил его обратить внимание на место Британской империи в международных делах, а его пребывание в России позволило ему всерьёз задуматься о русской угрозе британскому контролю над Индией. В 1884 он, наконец, осуществил своё последнее стремление стать вице-королём Индии.
Как и в Канаде, в Индии он руководил некоторыми крупными изменениями. Его предшественник в качестве вице-короля лорд Рипон, будучи популярным у индийцев, был очень непопулярным у англоиндийцев, которые возражали против стремительной быстроты его реформ. Чтобы довести до конца каждую меру, Дафферину необходимо было получить поддержку обеих общин. С этой точки зрения ему всё удалось: он получил существенную поддержку со стороны всех общин Индии. За свой срок он продвигал дело индийских националистов, не сталкиваясь с белыми консерваторами. Среди всего прочего, в 1885 им была основана Партия Конгресса и были заложены основы современной индийской армии с созданием Imperial Service Corps под руководством индийцев.
За свой срок он часто занимался иностранными делами. Он успешно действовал в ходе инцидента в Пенде в 1885 году в Афганистане, когда русские вооружённые силы вошли на афганскую территорию у оазиса Пенде. Великобритания и Россия десятилетиями вели скрытую холодную войну в Центральной и Южной Азии, известную как Большая игра, и инцидент в Пенде угрожал вылиться в бурный конфликт. Лорд Дафферин пытался договориться о том, что Россия сохраняла бы Пенде, но возвращала бы другие занятые до этого территории. За свой срок он также был свидетелем аннексии Бирмы в 1886 году после нескольких лет британского участия в бирманской внутренней политике.
В 1888 году он опубликовал Отчёт о состоянии низших классов населения в Бенгалии (также известный как отчёт Дафферина). В отчёте подчёркнуто критическое положение бедняков в Бенгалии, и этот отчёт был использован националистами для опровержения англоиндийских утверждений, что британский контроль шёл на пользу беднейшим членам индийского общества. После публикации отчёта Дафферин рекомендовал создать центральный и провинциальные советы с участием индийских членов, что также было требованием Партии Конгресса в то время. Акт об индийских советах 1892 года, который положил начало избирательной политике в стране, стал результатом его рекомендаций.

## Зрелый возраст
После возвращения из Индии Дафферин продолжил свою карьеру на посту посла в Италии с 1888 по 1891. 15 ноября 1888 он был произведён в пэрстве как маркиз Дафферин и Ава в графстве Даун и провинции Бирма и как граф Ава в провинции Бирма. Будучи послом во Франции с 1891 по 1896 он был свидетелем сложного периода в англо-французских отношениях и был обвинён некоторыми французскими журналистами в попытке подорвать российско-французские отношения. За время своего пребывания там он помог создать Англо-французскую ассоциацию, которая затем превратилась в Институт Лондонского университета в Париже (ИЛУП). После возвращения из Франции Дафферин стал председателем Королевского географического общества и ректором Эдинбургского и Сент-Эндрюсского университетов.